# Godzilla vs. SpaceGodzilla
Godzilla vs. SpaceGodzilla (ゴジラvsスペースゴジラ Gojira tai SupēsuGojira?)  es una película japonesa del género kaiju de 1994 dirigida por Kensho Yamashita, escrita por Hiroshi Kashiwabara y producida por Shōgo Tomiyama. Producida y distribuida por Toho Studios, es la 21ª película de la franquicia Godzilla, así como la sexta película de la Era Heisei de la franquicia. La película presenta a los monstruos ficticios Godzilla, Mothra, Godzilla Junior y SpaceGodzilla, así como al personaje mecha M.O.G.U.E.R.A., en su primera aparición desde la película de 1957 The Mysterians. 
Godzilla vs. SpaceGodzilla es protagonizada por Megumi Odaka, Jun Hashizume, Zenkichi Yoneyama, Akira Emoto y Towako Yoshikawa, con Kenpachiro Satsuma como Godzilla. La película se estrenó en Japón el 10 de diciembre de 1994. En Japón, la película fue seguida por Godzilla vs. Destoroyah al año siguiente.

## Reparto
- Megumi Odaka como Miki Saegusa.
- Jun Hashizume como Lt. Koji Shinjo
- Zenkichi Yoneyama como Lt. Kiyoshi Sato
- Akira Emoto como Mayor Akira Yuki.
- Towako Yoshikawa como Prof. Chinatsu Gondo
- Yōsuke Saitō como Dr. Susumu Okubo
- Kenji Sahara como Ministro Takayuki Segawa.
- Akira Nakao como Comandante Takaki Aso.
- Koichi Ueda como General Hyodo.
- Sayako Osawa y Keiko Imamura como Cosmos.
- Ronald Hoerr como Prof. Alexander Mammilov
- Tom Durran como «Yokuza» Boss McKay.
- Kenpachiro Satsuma como Godzilla.
- Little Frankie como Little Godzilla.
- Ryō Haritani como SpaceGodzilla.
- Wataru Fukuda como M.O.G.U.E.R.A.

## Producción
Aunque el director Kensho Yamashita y el guionista Hiroshi Kashiwabara tenían más experiencia en la producción de películas de ídolos adolescentes, no eran recién llegados al género kaiju, ya que ambos asumieron papeles menores en la creación de Mechagodzilla no Gyakushū. Los dos decidieron al principio de la producción hacer que la película fuera más ligera que sus predecesoras y más centrada en el desarrollo del personaje, centrándose en el personaje recurrente de Megumi Odaka, Miki Saegusa, que previamente había desempeñado papeles marginales en la serie. El énfasis en la ligereza fue tal que una escena que representa a Godzilla tratando desesperadamente de rescatar a su hijo de la prisión de cristal de SpaceGodzilla fue eliminada debido a su seriedad, una decisión desaprobada por el actor del traje de Godzilla Kenpachiro Satsuma.
La idea de un «Godzilla espacial» se concibió por primera vez en 1978, y fue diseñada como un homenaje al progenitor insinuado del monstruo, Biollante mediante la incorporación de colmillos y un rugido silbante que recuerda al último monstruo. El diseñador de criaturas Shinji Nishikawa había imaginado inicialmente a SpaceGodzilla como una criatura mucho más parecida a un dragón occidental con grandes alas en forma de aleta en la parte posterior. El diseño final se parecía más a la forma final de Godzilla del videojuego Super Godzilla, también diseñado por Nishikawa. El artista de efectos Koichi Kawakita rediseñó al hijo de Godzilla como un personaje de aspecto más caricaturesco, ya que no le gustó la versión de dinosaurio en Godzilla vs. Mechagodzilla II y con la esperanza de lanzar una serie de televisión spin-off para niños titulada Little Godzilla's Underground Adventure. El traje de M.O.G.U.E.R.A. fue usado por el actor de Mechagodzilla, Wataru Fukuda, y consistió en tres piezas aplicadas por separado. El nuevo traje de Godzilla usado para la mayoría de la película combina aspectos de los trajes usados en Godzilla vs. Biollante / Godzilla vs. King Ghidorah y Godzilla vs. Mechagodzilla II, con una constitución robusta y triangular, hombros anchos y nervaduras mucho menos pronunciadas en el cuello. La cara tenía similitudes con las utilizadas en las dos películas anteriores, aunque los ojos aumentaron de tamaño y se les dio escleróticas más prominentes, lo que lo hacía relativamente menos amenazante que sus predecesores. Las innovaciones incluyeron la capacidad de la cabeza para rotar completamente alrededor del cuerpo, y la incorporación de un conducto de aire que resolvió los problemas crónicos de ventilación presentes en trajes anteriores. El traje de Godzilla vs. Mechagodzilla II fue reutilizado para la entrada y salida de Godzilla de la Isla del Nacimiento y durante la escena en que SpaceGodzilla lo arroja telequinéticamente.
El compositor Akira Ifukube se negó a participar en la película después de leer el guion, lo que le recordó demasiado a una película de ídolos adolescentes e incluyó música rap.